# 美竹涼子
美竹 涼子（みたけ りょうこ、1982年12月3日 - ）は、日本の元AV女優。

## 略歴
2002年1月 - アリスJAPAN、マックス・エー2社専属女優としてAVデビュー。前代未聞の32本契約でのデビューとなった。
2003年に東京スポーツ映画大賞 第3回ビートたけしのエンターテインメント賞主演AV女優賞受賞。
2004年に引退した。
2007年6月13日より公式サイトにてブログを開始。FLASH 2007年10月23日号(通巻979号)にて、3年ぶりにヌードを見せた。

## エピソード
第3回ビートたけしのエンターテインメント賞主演AV女優賞受賞における記念撮影時にトップレスを披露、主演AV女優賞受賞者の恒例通りバストトップも公開した。一方で多くの芸能人やマスコミ関係者らの前ではトップレス姿を披露することはなかった。

## 出演作品

### アダルトビデオ
2002年
- 初熱してる。（1月25日、アリスJAPAN）
- Pride（2月25日、マックス・エー）
- エクスタシー（3月29日、アリスJAPAN）
- 禁断エロス（4月23日、マックス・エー）
- クレイジーラブ（5月31日、アリスJAPAN）
- エクスタシー（6月21日、アリスJAPAN）
- Parfum（6月25日、マックス・エー）
- スリーピング ビューティー（7月26日、アリスJAPAN）
- 淫口（8月23日、マックス・エー）
- メスナース（9月27日、アリスJAPAN）
- ZONE（10月29日、マックス・エー）
- 調教美蓄涼子（11月22日、アリスJAPAN）
- 監禁ボディドール（12月27日、マックス・エー）
- Eros（12月31日、マックス・エー）

2003年
- 発情トリップ（1月31日、アリスJAPAN）
- TABOO（2月21日、マックス・エー）
- 女尻（3月28日、アリスJAPAN）
- 魔女の棲み家（4月22日、マックス・エー）
- 強制ストリップ 剥ぐ。（5月30日、アリスJAPAN）
- R嬢の物語（6月27日、マックス・エー）
- 新人OL 危ない密室（7月25日、アリスJAPAN）
- 魔女の棲み家（8月22日、マックス・エー）
- More Beauty（8月29日、マックス・エー）
- 焦らし責め（9月26日、アリスJAPAN）
- 美竹涼子 秘蔵痴態集（9月26日、アリスJAPAN）
- 口内感染（10月31日、マックス・エー）
- 美女が野獣（11月28日、アリスJAPAN）
- ようこそMax Cafeへ!（12月26日、マックス・エー）

2004年
- 不穏なポルノ（1月30日、アリスJAPAN）
- 女教師狩りin（2月27日、マックス・エー）
- 制服人形（3月19日、アリスJAPAN）
- 露出姉 in 美竹涼子（4月30日、マックス・エー）
- 投稿（5月21日、アリスJAPAN）
- サマンサ（6月25日、マックス・エー）
- Silent Letter（6月29日、マックス・エー）
- 涼子のフェラづくし（11月19日、アリスJAPAN）

2005年
- 涼子のフェラづくし2（1月21日、アリスJAPAN）
- オール・アバウト・美竹涼子（3月18日、アリスJAPAN）

## 書籍

### 写真集
- ROSE（2001年12月、撮影：吉田裕之、英知出版）「樹本涼子」名義
- PRICK（2002年5月10日、撮影：斉木弘吉、英知出版）
- ラブラブ（2003年4月10日、バウハウス）
- 限定 美竹涼子（2003年3月30日、撮影：秋倉康介、英知出版）
- ドラマティック涼子（2003年4月、撮影：西条彰仁、竹書房）
- MISTY涼子（2004年3月26日、撮影：斉木弘吉、竹書房）
- 美竹涼子 レジェンド（2004年10月8日、撮影：斉木弘吉、竹書房）
- ラブラブ #08（2005年1月、バウハウス）
- ETERNAL BEAUTY（2007年10月、撮影：西田幸樹、双葉社）

## ゲーム
- 美竹涼子の人妻麻雀（2003年12月19日、rouge（株式会社ウィル））